# Heergracht

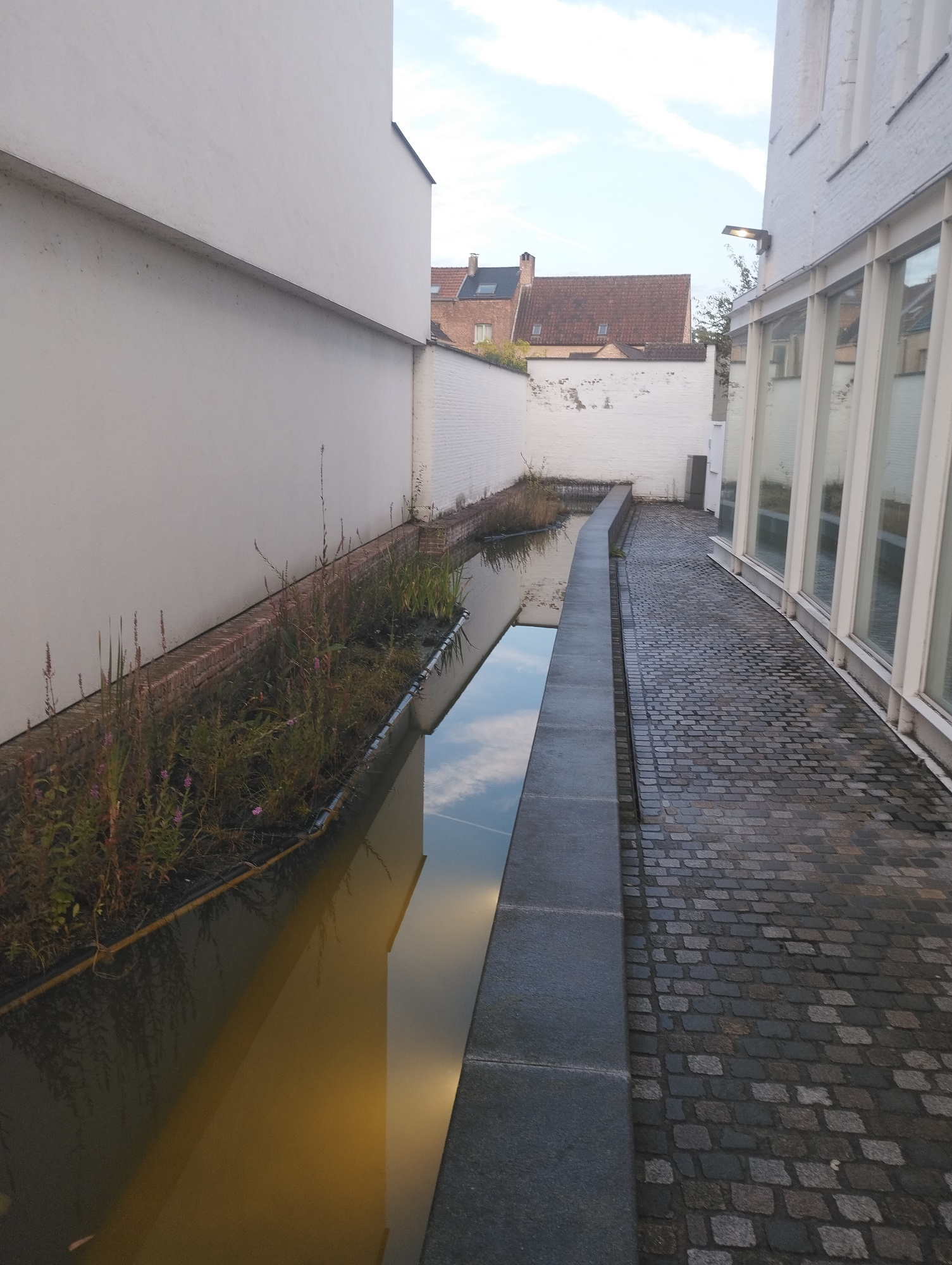
Evocatie van de gedempte Heergracht (Sint-Katelijnestraat)

De Heergracht was een van de belangrijkste vlieten in de binnenstad van Mechelen. Langs de Nonnenpoort stroomde ze de historische binnenstad uit om even verder uit te monden in de Dijle. In de stad kruiste ze de Sint-Katelijnestraat, de Goswin de Stassartstraat, de beemden van Nekkerspoel en de gronden van het Onze-Lieve-Vrouwgasthuis.
In 1380 werd het laatste deel van de Heergracht aan de Nonnenpoort gedempt en in de plaats werd er een kanaal gegraven. Dit gebeurde om een zwakke plek in de stadsomwalling te versterken.
Aan het begin van de Zelestraat was er een watertrap waar bewoners water konden putten uit de vliet. In de 19e eeuw liet het stadsbestuur de Heergracht dempen en de bruggen hierover slopen.
In Mechelen herinnert de straat Lange Heergracht aan de gedempte vliet. In 2010 werd een stuk van de Heergracht opengelegd in deze straat.

## Naam
Over de oorsprong van de naam bestaat controverse. Heer kan verwijzen naar de Heer van Mechelen die zijn burcht had in Nekkerspoel. Heer kan ook afgeleid zijn van 'hair' of 'haar', dat in de middeleeuwen door tapijtwevers werd gewassen in de vliet.